# Kap Dunlop
Das Kap Dunlop ist eine Felsformation westlich der Dunlop-Insel an der Scott-Küste des ostantarktischen Viktorialands. 
Entdeckt wurde das Kap von Teilnehmern der Nimrod-Expedition (1907–1909) unter der Leitung des britischen Polarforschers Ernest Shackleton. Shackleton gab der Formation den Namen Rocky Point, der später dem Namen der gegenüberliegenden Insel angeglichen wurde. Namensgeber beider geographischer Objekte ist Henry Dunlop (1876–1931), ein Teilnehmer der Nimrod-Expedition.